# کوه فانجینگ
کوه فانجینگ (انگلیسی: Fanjingshan) (به چینی: 梵净山) یا فانجینگ شان، که در شهرستان تانگرن، استان گوئیژو واقع شده است، بلندترین قله از رشته‌کوه‌های وولینگ در جنوب‌شرقی چین است، با ارتفاعی معادل ۲٬۵۷۰ متر. منطقه حفاظت‌شده طبیعی کوه فانجینگ در سال ۱۹۷۸ تأسیس شد و در سال ۱۹۸۶ به عنوان ذخیره‌گاه زیست‌کره یونسکو معرفی گردید. کوه فانجینگ یک کوه مقدس در بوداگرایی چینی است و به عنوان بودیماندای بودای میتریا (بودای آینده) شناخته می‌شود. این کوه در سال ۲۰۱۸ به عنوان میراث جهانی یونسکو ثبت شد.

## نام
نام کوه «فانجینگ» کوتاه‌شدهٔ عبارت «فنتیان جینگتو» (به چینی: 梵天净土) است، که به معنای «سرزمین پاک برهما» می‌باشد. «فنتیان» نام چینی برهما، پادشاه آسمانی در مذهب بودا است و «جینگتو» به معنای «سرزمین پاک» است که تمرکز اصلی بوداگرایی پاک‌بوم می‌باشد.

## موقعیت و محیط زیست
کوه فانجینگ در تانگرن، استان گوئیژو در جنوب‌شرقی چین واقع شده است و بلندترین قله در رشته‌کوه‌های وولینگ می‌باشد. ارتفاع این کوه از ۴۸۰ متر تا ۲٬۵۷۰ متر از سطح دریا متغیر است.
منطقه حفاظت‌شده طبیعی کوه فانجینگ در سال ۱۹۷۸ تأسیس شد و در سال ۱۹۸۶ به عنوان برنامه انسان و زیست‌کره یونسکو معرفی گردید. این منطقه مساحتی به وسعت ۵۶۷ کیلومتر مربع را پوشش می‌دهد و به عنوان منطقه‌ای برای حفاظت از گیاهان بومی منطقه آلپ ساب‌تروپیک شرق چین محسوب می‌شود. این کوه در ژوئیه ۲۰۱۸ به عنوان میراث جهانی یونسکو ثبت شد.
ایزوله بودن نسبی کوه فانجینگ باعث حفظ تنوع زیستی بالا در آن شده است. گونه‌های بومی همچون میمون دماغ‌سربالای خاکستری (Rhinopithecus brelichi) و سدر کوه فانجینگ (Abies fanjingshanensis) تنها در منطقه‌ای کوچک که مرکز آن کوه فانجینگ است یافت می‌شوند. چندین گونه در حال انقراض، از جمله سمندر غول‌پیکر چینی، آهوی ختن و قرقاول ریوز نیز در کوه فانجینگ یافت می‌شوند. این منطقه همچنین خانه بزرگ‌ترین و پیوسته‌ترین جنگل بید باستانی ساب‌تروپیکال است.